# بلیتسا، یاگودینا
بلیتسا (به صربی: Belica) یک روستا در صربستان است که در ناحیه پوموراولیه واقع شده‌است.
 بلیتسا  ۳۹۳ نفر جمعیت دارد.